# Campagne de Tlemcen (1557)
Pour les articles homonymes, voir Campagne de Tlemcen.
conflits algéro-chérifiens
Batailles
La campagne de Tlemcen est une opération militaire menée par les Saadiens de Mohammed ech-Cheikh, contre Tlemcen en 1557, alors sous domination de la régence d'Alger, État vassal de l'Empire ottoman. Les Saadiens s’emparent en partie de la ville, mais échouent à prendre le Mechouar, dans lequel s'est repliée une garnison turque d'Alger. Mohammed ech-Cheikh met fin à sa campagne en apprenant une révolte des Berbères de l'Atlas marocain contre son autorité.

## Contexte
En 1550, Mohammed ech-Cheikh lance une grande offensive contre la présence algéroise dans l'Oranie,. Les Marocains s'emparent de Tlemcen le 9 juin 1550, mais échouent devant Mostaganem puis sont battus par les Banu 'Amir, alliés des Espagnols installés à Oran. Les Ottomans ripostent dès 1551, et lancent une contre-attaque, avec leurs alliés berbères du Royaume des Beni Abbès et des Zianides pro-ottoman. Battue par les contingents turcs de Hassan Pacha, l'armée marocaine abandonne Tlemcen. Les Ottomans annexent pour de bon l'Oranie à leurs possessions en Algérie, la Régence d'Alger.
Salah Raïs réunit une armée d'arquebusier turcs et de soldats berbère du royaume de Koukou. Il lance une campagne contre Fès dans le but d'introniser un certain Abou Hassoun, un prétendant Wattasside en exil. Après de durs combats près de Fès, Mohammed ech-Cheikh est battu et contraint d'abandonner la ville. Les troupes de la régence d'Alger font leur entrée dans la ville le 9 janvier 1554. Abou Hassoun s'empresse d'éloigner une partie des Turcs qui étaient coupable de plusieurs exactions envers la population, en échange d'une grande somme qu'il leur avait promises ainsi que de la base de Peñón de Vélez de la Gomera ,. 
Mohammed ech-Cheikh réorganise ses troupes dans le sud, et bat Abou Hassoun et ses alliés algérois, lors de la bataille de Tadla. Cette victoire permet à Mohammed ech-Cheikh de s'emparer de la ville de Fès le 13 septembre 1554, et de remonter sur le trône et d'établir définitivement la dynastie saadienne au Maroc,.

## Déroulement
Le chérif veut profiter du désordre qui règne dans le gouvernement d'Alger depuis le retour de Hassan Corso. Moulay Mohammed El Mehdi, fils du sultan saadien, marche sur Tlemcen, dirigée par le Turc Saffa à la tête d'une garnison de 400 hommes. La garnison se replie dans la casbah tandis que les troupes chérifiennes font leur entrée dans la ville. Faute d'artillerie, les troupes chérifiennes ne peuvent prendre d'assaut la casbah et font demander de l'artillerie aux Espagnols d'Oran. Il s'ensuit des tractations en Espagne sur la nature de l'aide à envoyer, ce qui fait que la jonction avec les troupes chérifienne ne se fera pas à temps.

## Conséquences
Cependant, l'armée marocaine met fin à sa campagne en apprenant qu'une révolte a éclaté dans les montagnes de l'Atlas marocain. Mohamed el Mehdi se retira laissant sur place le Caïd Mansour avec quelques troupes. Hassan, fils de Kheireddine Barberousse, revenu à la tête de la régence d'Alger fait reprendre la ville et lance un assassin, un certain Salah Kahiâ, pour se venger du sultan Mohamed ech cheikh et de sa tentative d'alliance avec les Espagnols.

### Sources secondaires
- Paul Ruff, La domination espagnole à Oran sous le gouvernement du comte d'Alcaudete, 1534-1558, Editions Bouchène, 15 octobre 1998, 205 p. (ISBN 978-2-35676-083-8, lire en ligne)

#### Sources primaires
- Ernest (1840-1907) Auteur du texte Mercier, Histoire de l'Afrique septentrionale (Berbérie) depuis les temps les plus reculés jusqu'à la conquête française (1830). [Tome 3] / par Ernest Mercier..., 1888 (lire en ligne)
- Mohammad al Saghir ben al Hadj ben Abd-Allah al Wafrani, Nozhet-el hādi bi akhbar moulouk el-Karn el-Hadi - Histoire de la dynastie saadienne au Maroc : 1511-1670 : traduit et publié par O. Houdas, Ernest Leroux, 1889, 560 p. (présentation en ligne)
- Gabriel Faure Biguet, Histoire de l'Afrique septentrionale sous la domination musulmane, H. Charles-Lavauzelle, 1905, 467 p. (présentation en ligne)